# Morellia pseudonigrisquama
Morellia pseudonigrisquama är en tvåvingeart som beskrevs av Shinonaga och Tumrasvin 1978. Morellia pseudonigrisquama ingår i släktet Morellia och familjen husflugor.
Artens utbredningsområde är Thailand. Inga underarter finns listade i Catalogue of Life.